# Uroš Golubović
Uroš Golubović (in serbo Урош Голубовић?; Belgrado, 19 agosto 1976) è un ex calciatore serbo, di ruolo portiere.

## Carriera
È cresciuto nelle giovanili del Rad Belgrado, squadra della sua città natale, militante nel campionato serbo.
Nel 2001 si è trasferito in Bosnia al Leotar, dove nel 2003 ha vinto il titolo nazionale.
Sempre nel 2003 è approdato nel campionato bulgaro e ha indossato le maglie di Spartak Varna, Lokomotiv Sofia, Liteks Loveč e Ludogorec.

## Palmarès
- Campionato bosniaco: 1

Leotar: 2002-2003
- Coppa di Bulgaria: 2

Liteks Loveč: 2008-2009
Ludogorec: 2011-2012
- Campionato bulgaro: 3

Liteks Loveč: 2009-2010
Ludogorec: 2012-2013, 2013-2014